# JARID2
JARID2（jumonji and AT-rich interaction domain containing 2）は、ヒトではJARID2遺伝子によってコードされているタンパク質である。
JARID2は転写リプレッサーとして機能するタンパク質である。マウスのJarid2タンパク質は胚発生に必要な核内タンパク質として知られており、ARIDドメインと呼ばれるDNA結合ドメインを含有するjumonjiファミリーに属する。Jarid2に関するin vitro研究では、ARIDドメインや他の機能的ドメインがDNA結合、核内局在、転写抑制、そしてPRC2のリクルートに関与していることが明らかにされている。こうした相互作用を担う細胞内機構は大部分が未解明である。
Jarid2は発生に重要な遺伝子の探索過程で、ジーントラップ法によって器官発生に必要な重要な因子として同定された。マウスの器官発生においては、Jarid2は神経管の形成や、肝臓、脾臓、胸腺、心血管系の発生に関与している。心臓組織ではJarid2は継続的に発現しており、胎児期の心臓発生と成体の心臓の双方において支配的役割を果たしていることが強調される。Jarid2の変異モデルでは、重度の心奇形、心室中隔欠損、心室壁の緻密化障害、心房拡大がみられる。またJarid2のホモ接合型変異体は、出生直後に致死となる。マウスで過剰発現したJarid2は、細胞周期のマスターレギュレーターであるRbタンパク質との緊密な相互作用によって心筋細胞の増殖を抑制することが報告されている。

## 関連文献
- “Jumonji, a nuclear protein that is necessary for normal heart development.”. Circ. Res. 86 (9):  932–8. (2000). doi:10.1161/01.res.86.9.932. PMID 10807864.
- “Jumonji is a nuclear protein that participates in the negative regulation of cell growth.”. Biochem. Biophys. Res. Commun. 274 (2):  332–6. (2000). doi:10.1006/bbrc.2000.3138. PMID 10913339.
- “Generation and initial analysis of more than 15,000 full-length human and mouse cDNA sequences.”. Proc. Natl. Acad. Sci. U.S.A. 99 (26):  16899–903. (2003). Bibcode: 2002PNAS...9916899M. doi:10.1073/pnas.242603899. PMC 139241. PMID 12477932.
- “The DNA sequence and analysis of human chromosome 6.”. Nature 425 (6960):  805–11. (2003). Bibcode: 2003Natur.425..805M. doi:10.1038/nature02055. PMID 14574404.
- “Evaluation of the jumonji gene and risk for spina bifida and congenital heart defects.”. Am. J. Med. Genet. A 126 (2):  215–7. (2004). doi:10.1002/ajmg.a.20574. PMID 15057990.
- “The status, quality, and expansion of the NIH full-length cDNA project: the Mammalian Gene Collection (MGC).”. Genome Res. 14 (10B):  2121–7. (2004). doi:10.1101/gr.2596504. PMC 528928. PMID 15489334.
- “Jumonji represses atrial natriuretic factor gene expression by inhibiting transcriptional activities of cardiac transcription factors.”. Mol. Cell. Biol. 24 (23):  10151–60. (2005). doi:10.1128/MCB.24.23.10151-10160.2004. PMC 529025. PMID 15542826.
- “Positive association of schizophrenia to JARID2 gene.”. Am. J. Med. Genet. B Neuropsychiatr. Genet. 144 (1):  45–51. (2007). doi:10.1002/ajmg.b.30386. PMID 16967465.